# Сњардви
Сњардви (пољ. Śniardwy) је највеће језеро у Пољској. Налази се Варминско-Мазуријском војводству, у Области Великих Мазуријских језера.
Језеро се налази на надморској висини од 117 метара. Дно језера је претрпано стенама, што доста отежава пловидбу.
Максимална дубина је 23 метра, а средња дубина језера је 6,5 m.
У језеру Сњардви се налази 8 острва, а највећа од њих су: Шероки Остров, Чарћи Остров, Пајеча и Качор. Од бројних залива два јужна се називају језера Варнолти и Сексти. Језеро Сњардви је спојено са језерима: Тухлин, Лукнајно, Миколајским, Рос, Бјалолавки, Тиркло. Сњардви и језера Мамри су међусобно повезана системом језера и канала, заједно градећи Крај Великих Мазурских језера. 